# Маликов, Василий Моисеевич
Маликов Василий Моисеевич (23 апреля 1865, Николаев, Николаевское военное губернаторство — январь 1945, Кривой Рог, Днепропетровская область) — мастер чугунолитейщик. Герой Труда (1935).

## Биография
Родился 23 апреля 1865 года в городе Николаев.
Образование неоконченное среднее. Трудовой путь начал с 1875 года. Много лет проработал на Русском-судостроительном заводе в Николаеве.
Участник революционных событий 1905 года, 2 месяца провёл в тюрьме в городе Верхнеднепровск.
В 1921—1945 годах — мастер чугунолитейщик завода «Коммунист» в городе Кривой Рог. Активный участник восстановления завода. Ударник первых пятилеток. Создал школу передового опыта.
Умер в январе 1945 года в городе Кривой Рог.

## Награды
- Герой Труда (1935);
- Орден Трудового Красного Знамени.